# Interpop
Interpop Radio (que en algunas provincias emitía con el nombre de Radio Vinilo) fue una cadena musical de radio española propiedad del grupo de medios de comunicación Intereconomía Corporación y que operaba bajo el formato de radiofórmula. La emisora comenzó sus emisiones en fase de prueba en el año 2008, contando únicamente con cobertura en la Comunidad de Madrid en dicho momento. A partir del 4 de febrero de ese mismo año se iniciaron las emisiones regulares y la ampliación del número de emisoras por ciertas comunidades de la geografía española. La dirección se encontraba en manos de Julen Ugalde.
La falta de audiencia y la imposibilidad de encontrar apoyos económicos forzaron la desaparición de la emisora el 1 de octubre de 2010.
El 13 de febrero de 2014 Radio Intercontinental y las frecuencias que hasta el 1 de octubre de 2010 había poseído la extinta Interpop Radio, se fusionaron en una única emisora llamada Radio Inter.

## Programación
En cuanto a la programación, la emisora no sólo intercala clásicos y novedades musicales, sino que también incluye como parte de su parrilla programas humorísticos, de carácter cultural o informativos. Este último punto se ve reforzado por la presencia de boletines informativos de aproximadamente dos minutos de duración que se emiten cada hora. Así mismo, también hay espacios destinados a repasar la actualidad musical.

## Estaciones de radio
La emisora Interpop desapareció el 1 de octubre de 2010 ante la falta de audiencia, patrocinadores... las frecuencias que hasta el momento tenía pasaron a emitir una de estas tres emisoras:
- Radio Intercontinental-Radio Inter
- Radio Intereconomía
- Decisión Radio

Frecuencias a fecha septiembre 2010 de Radio Interpop:
  Andalucía
- Granada: 100.1 FM

 Aragón
- Zaragoza: 91.7 FM

 Castilla y León
- Salamanca: 90.4 FM

 Cataluña
- Barcelona: TDT Mux 36 (Baix LLobregat)
- Gerona: 97.9 FM

 Comunidad de Madrid
- Madrid: 96.2 FM

  Comunidad Valenciana
- Valencia: 103.9 FM

 País Vasco
- Bilbao: 96.7 FM
- Guecho: 96.7 FM

Antiguas frecuencias de Radio Interpop:

### Andalucía
- Granada: 87.5 y 100.1 FM
- Málaga: 88.5 FM
- Sevilla: 106.5 FM
- Ugíjar: 107.3 FM

### Aragón
- Zaragoza: 91.7 FM

### Canarias
- Las Palmas de Gran Canaria: 99.2 FM

### Cantabria
- Laredo: 107.5 FM

### Castilla-La Mancha
- Talavera de la Reina: 99.2 FM

### Castilla y León
- Ávila: 107.6 FM
- Salamanca: 90.4 y 100.7 FM

### Cataluña
- Barcelona: 88.0 FM
- Gerona: 97.9 FM

### Comunidad de Madrid
- Madrid: 92.9 y 96.2 FM

### Comunidad Valenciana
- Alicante: 106.0 FM
- Benidorm: 87.9 FM
- Castellón de la Plana: 104.0 FM
- Elche: 106.2 FM
- Gandía: 106.3 FM
- Novelda: 92.0 FM
- Sueca: 104.5 FM
- Torrevieja: 106.2 FM
- Valencia: 103.9 FM

### Navarra
- Pamplona: 88.9 FM

### País Vasco
- Álava: 101.6 FM
- Bilbao: 96.7 FM
- Éibar: 95.2 FM
- Guecho: 96.7 FM